# 6468 Вельценбах
6468 Вельценбах (6468 Welzenbach) — астероїд головного поясу, відкритий 2 березня 1981 року.
Тіссеранів параметр щодо Юпітера — 3,374.